# Sault-Brénaz
Sault-Brénaz – miejscowość i gmina we Francji, w regionie Owernia-Rodan-Alpy, w departamencie Ain.

## Demografia
Według danych na styczeń 2012 roku gminę zamieszkiwały 1042 osoby, a gęstość zaludnienia wynosiła 185,7 osób/km².

## Galeria

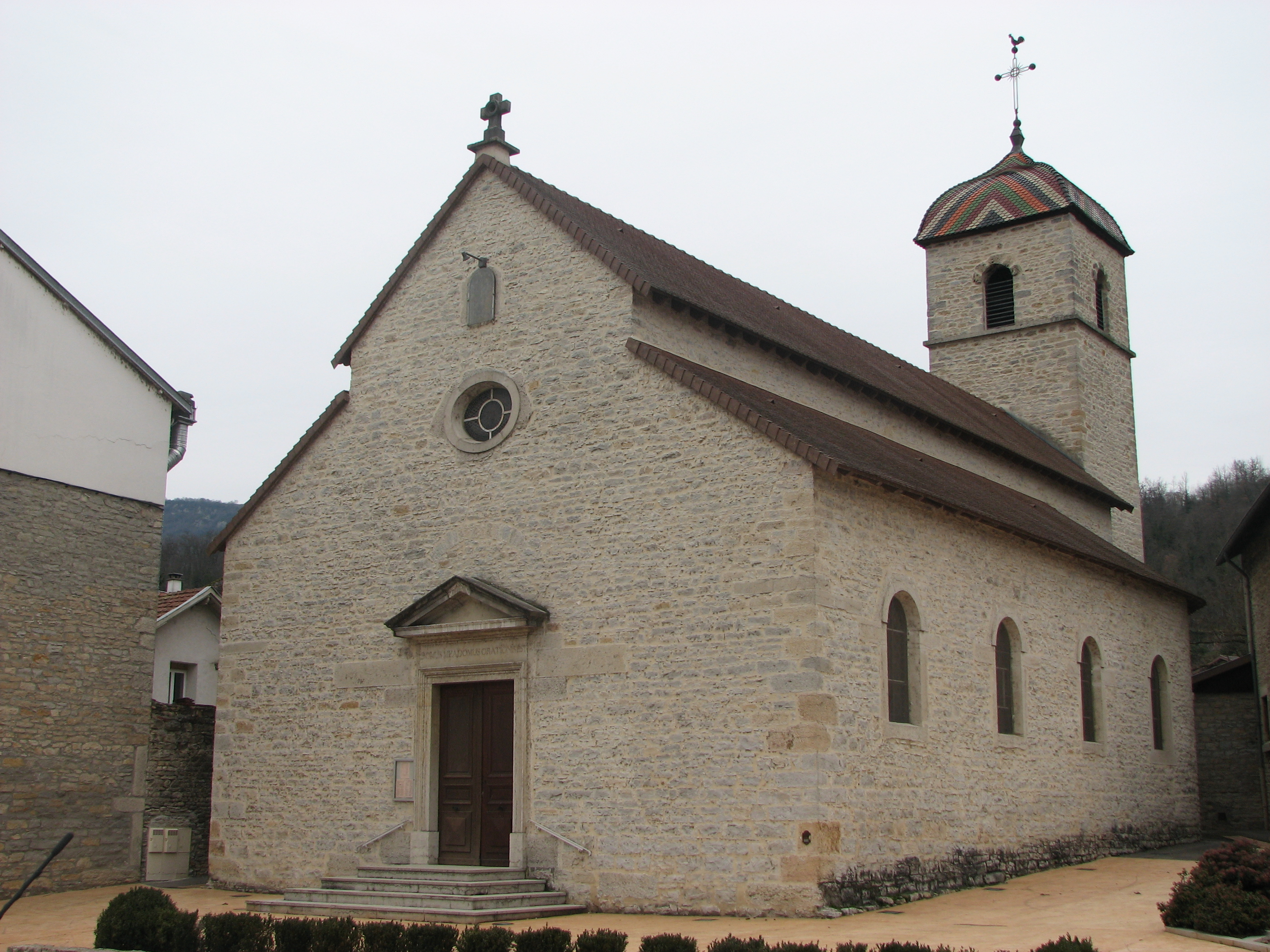
Kościół w Sault (2010 r.)
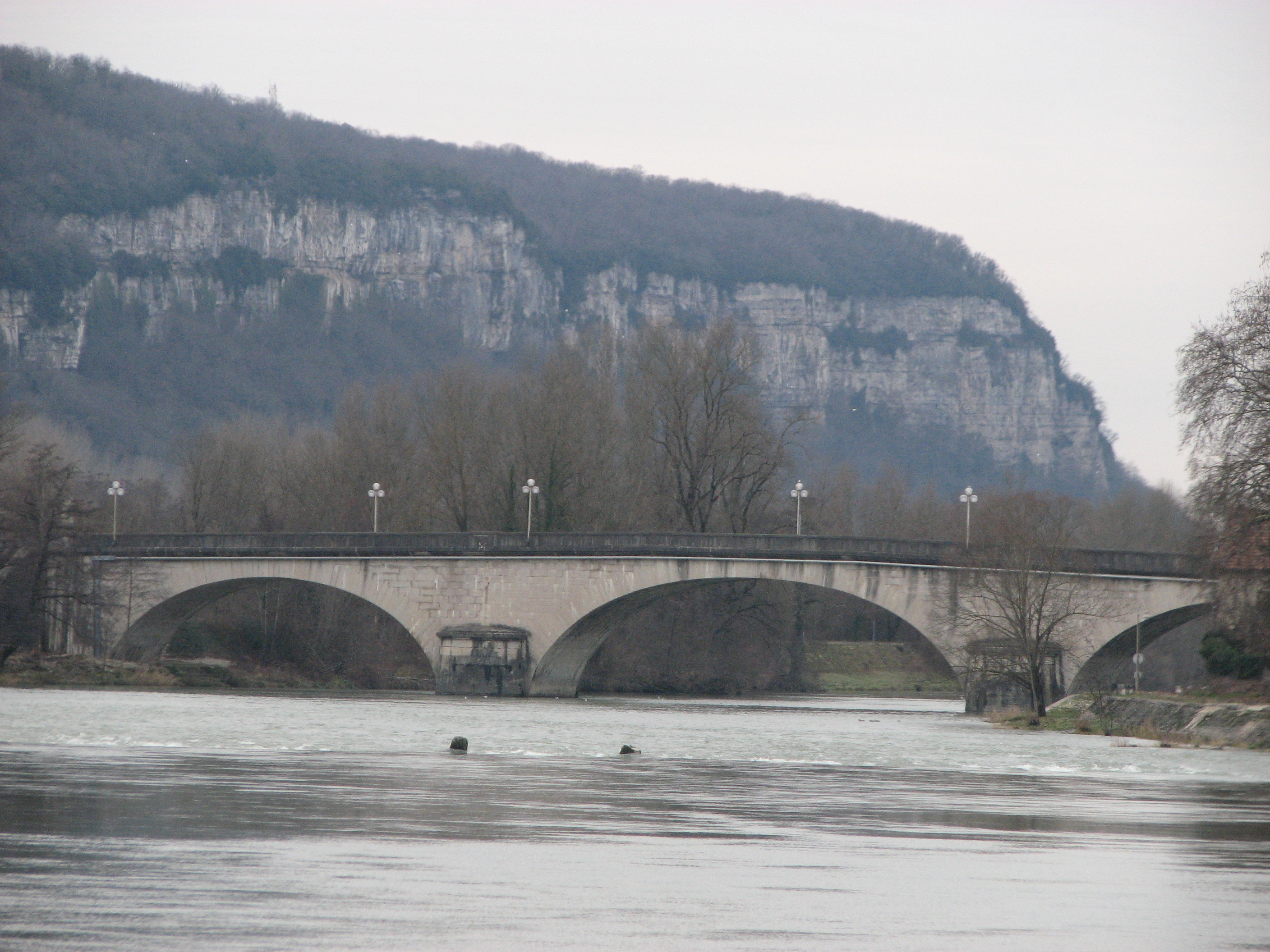
Most na rzece Rodan (2010 r.)
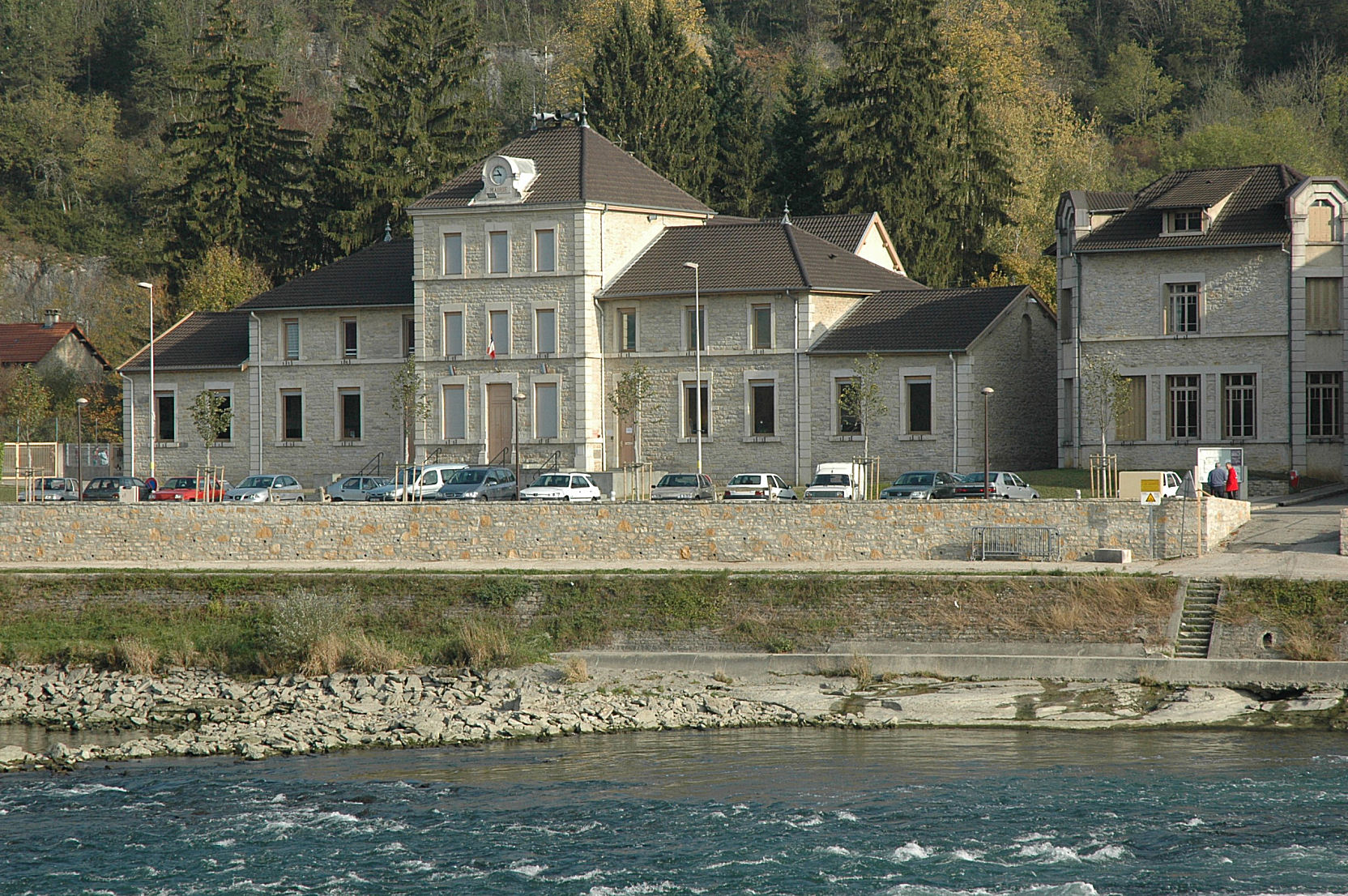
Ratusz w Sault-Brénaz (2005 r.)